# Pithecia cazuzai
Pithecia cazuzai  is een zoogdier uit de familie van de sakiachtigen (Pitheciidae). De wetenschappelijke naam van de soort werd voor het eerst geldig gepubliceerd door Laura Marsh in 2014.

## Voorkomen
De soort komt voor in noordwestelijk Brazilië.